# HANSE-Berufskolleg Lemgo
Das HANSE-Berufskolleg des Kreises Lippe in Lemgo ist ein kaufmännisch ausgerichtetes Berufskolleg, das sich auf dem Innovation Campus Lemgo befindet.

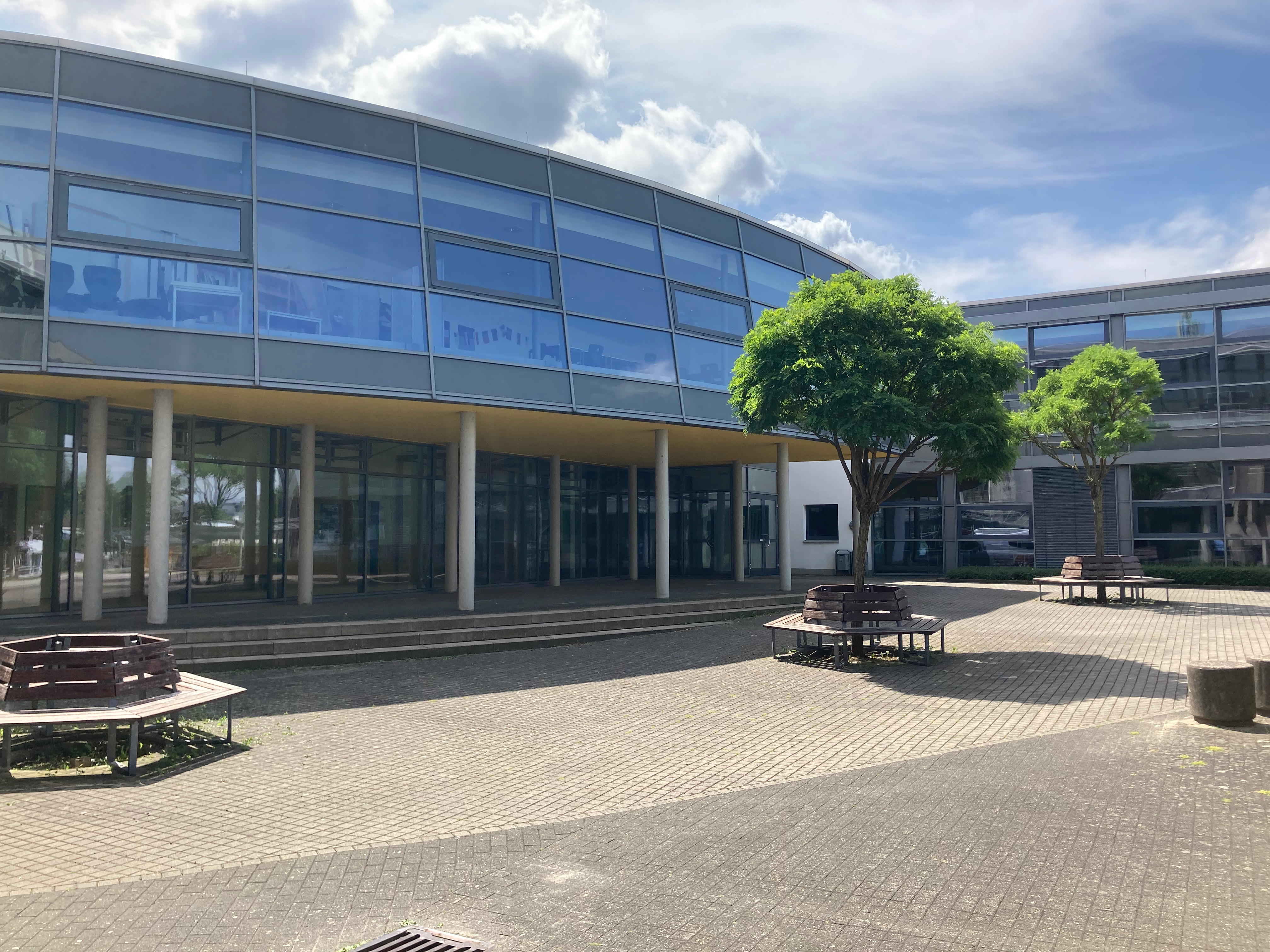
Blick auf den H-Trakt der Schule

Es ist eines der vier Berufskollegs des Kreises Lippe und bietet allen Absolventinnen und Absolventen der Sekundarstufe I eine Fortsetzung ihrer Schullaufbahn, sei es in vollzeitschulischen Bildungsgängen, die auf eine Berufsausbildung oder auf ein Studium vorbereiten, oder innerhalb des dualen Ausbildungssystems in den Fachklasse der Berufsschule.

## Geschichte
Im Frühjahr 1937 erfolgte die Gründung der Kreishandelsschule Lemgo als Fachklasse der staatlichen Berufsschule Lemgo. Der Schulträger war der Landkreis Lemgo. Die Gründung dieser berufsvorbereitenden Schule ist der Tatkraft des Kreishandelslehrers Richard Tiemann zu verdanken, der seit 1927 die kaufmännischen Klassen der Lemgoer Berufsschule betreute.
1945 erfolgte die Angliederung einer einjährigen Höheren Handelsschule. In den 1960er Jahren erfolgt der Neubau für die Kreishandelsschule auf dem Lüttfeld in Lemgo. 1966 wurde der erste Jahrgang des beruflichen Gymnasiums eingeschult. Im August 1998 wurde die Kaufmännische Schule Lemgo in HANSE-Berufskolleg des Kreises Lippe in Lemgo umbenannt. 2009 wurde der HANSE-Campus, ein ausbildungsintegriertes Studium für kaufmännische Auszubildende, mit dem Studienpreis 2009 ausgezeichnet.

## Infrastruktur / Lage
Das HANSE-Berufskolleg liegt auf dem Innovation Campus Lemgo.
Das Schulgelände grenzt im Norden an die Phoenix-Contact-Arena und die Technische Hochschule OWL und im Westen an das Berufsförderzentrum des Kreises Lippe und im Süden an die Cyberphysische Lernfabrik sowie an das Lüttfeld-Berufskolleg.

## Bildungsangebot

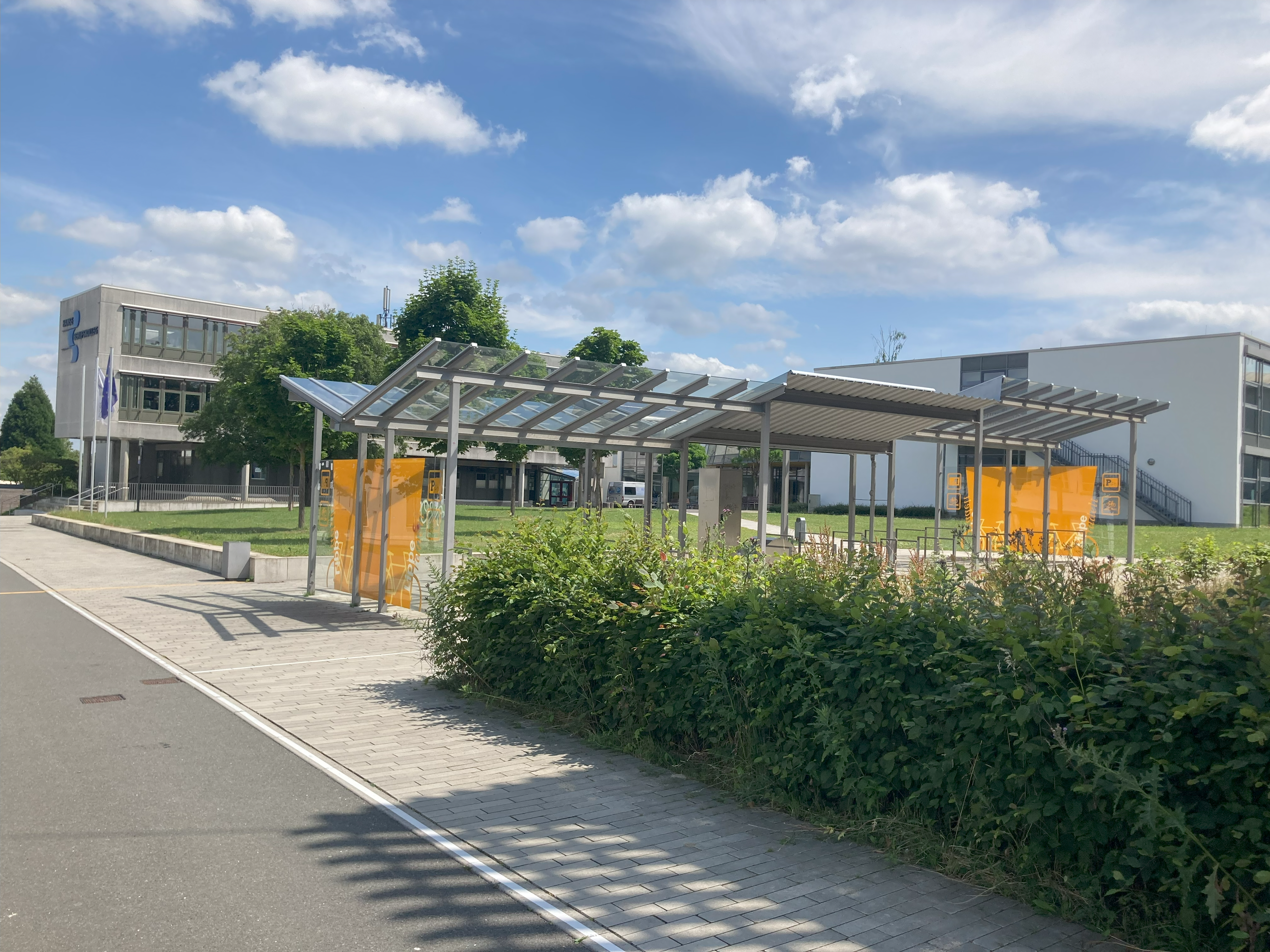
Schulgebäude

### Vollzeitbildungsgänge
- Handelsschule / Berufsfachschule

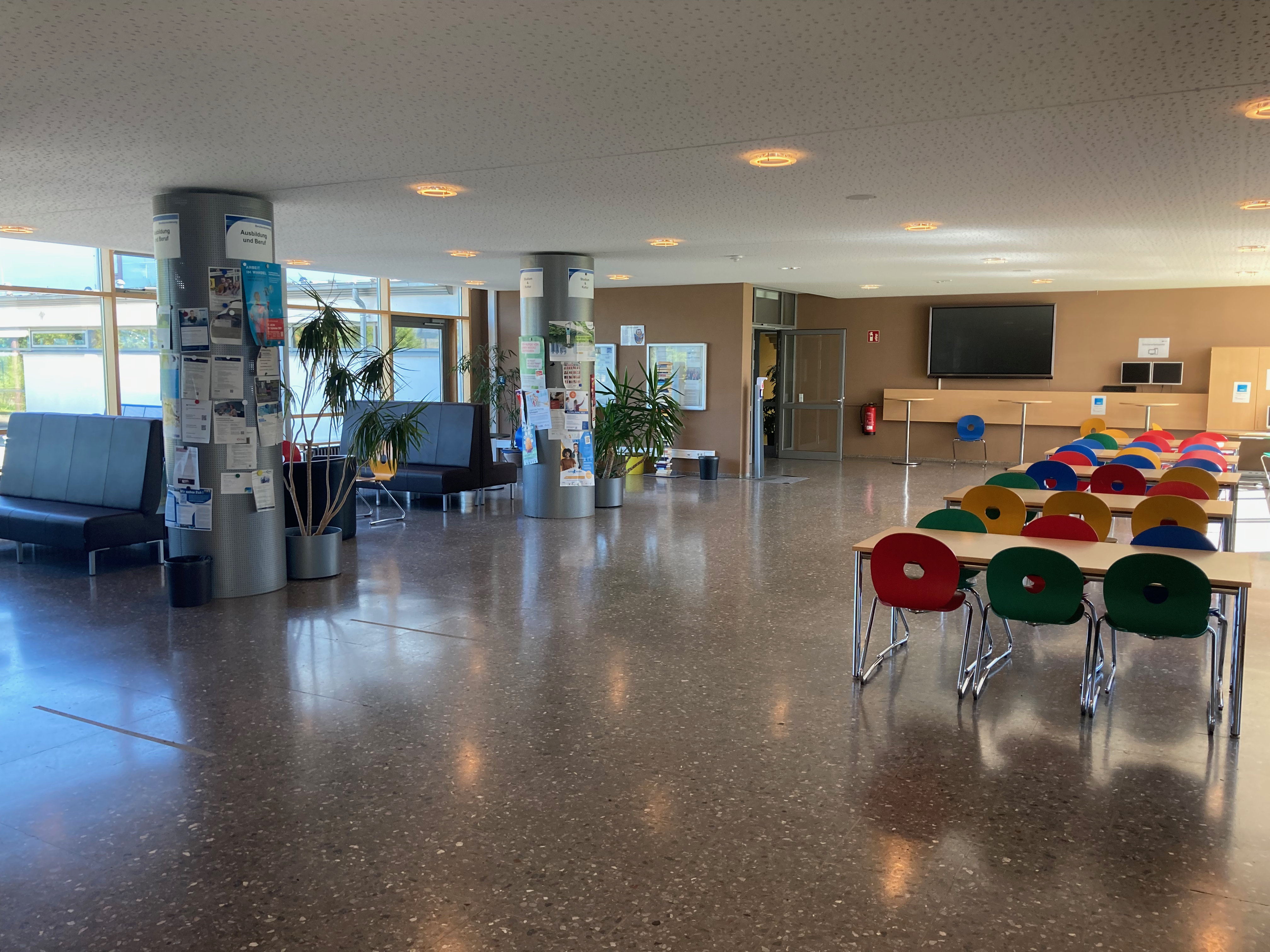
Pausenhalle

- Höhere Handelsschule / zweijährige Berufsfachschule
- Wirtschaftsgymnasium / Berufliches Gymnasium
- Ausbildungsvorbereitung
- Internationale Förderklasse

### Fachklassen der Berufsschule
- Bankkaufleute
- Kaufleute für Büromanagement
- Kaufleute im Einzelhandel
- Verkäufer (KSoB)
- Kaufleute für Großhandelsmanagement
- Industriekaufleute
- Rechtsanwalts- und Notarfachangestellte
- Verwaltungsfachangestellte

## Einrichtung

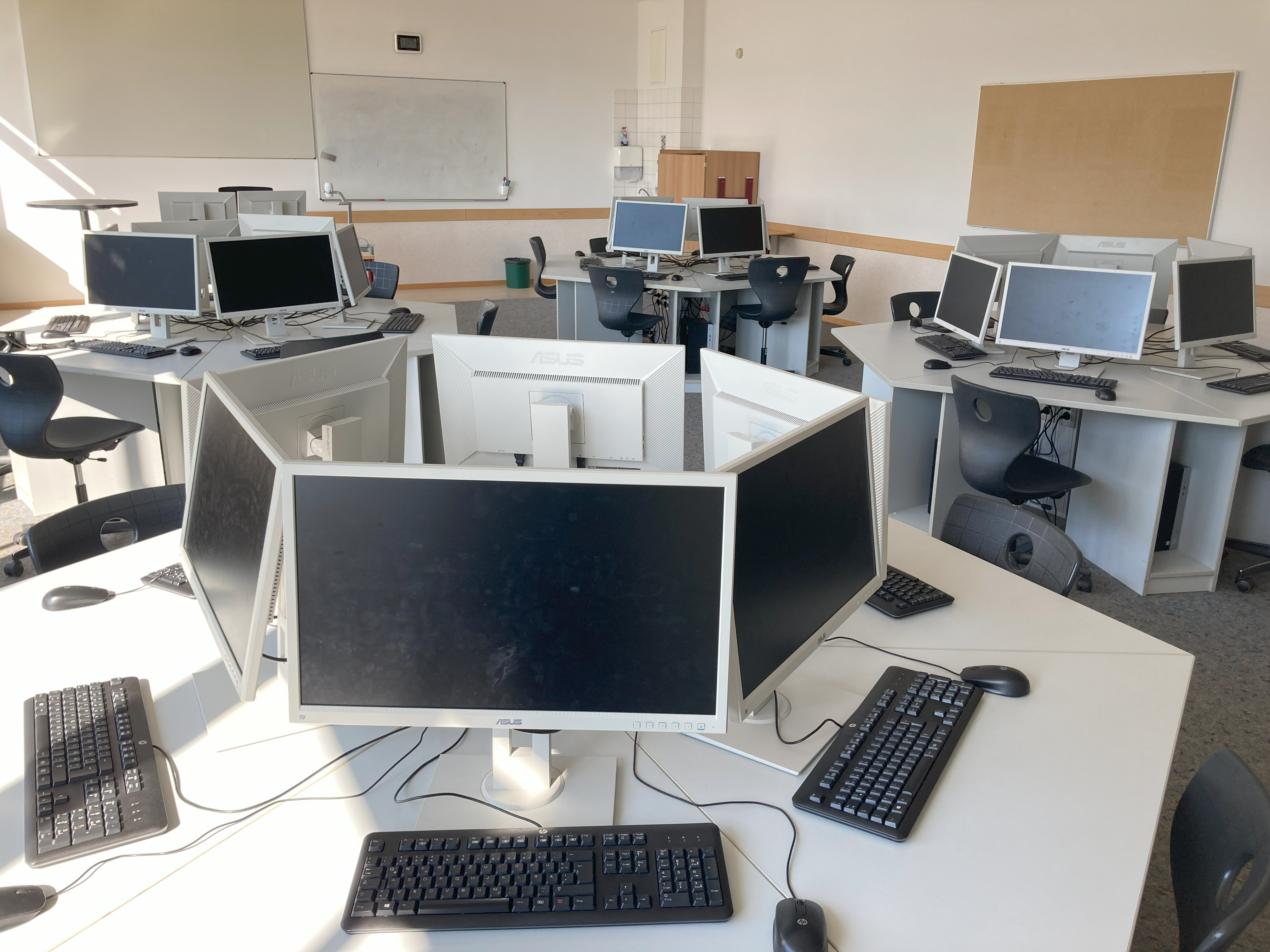
Computerraum

Jeder Klassen- und Fachraum ist mit einem eigenen W-Lan-Router ausgestattet. Die Schule verfügt über einen Glasfaseranschluss. Die IT-Ausstattung ist systemoffen gewählt, sodass die Schülerinnen und Schüler im Rahmen des Bring-your-own-device-Konzeptes auf jeden Anbieter zurückgreifen können.
Die Räume sind wie folgt ausgeteilt:
- 39 Klassenräume

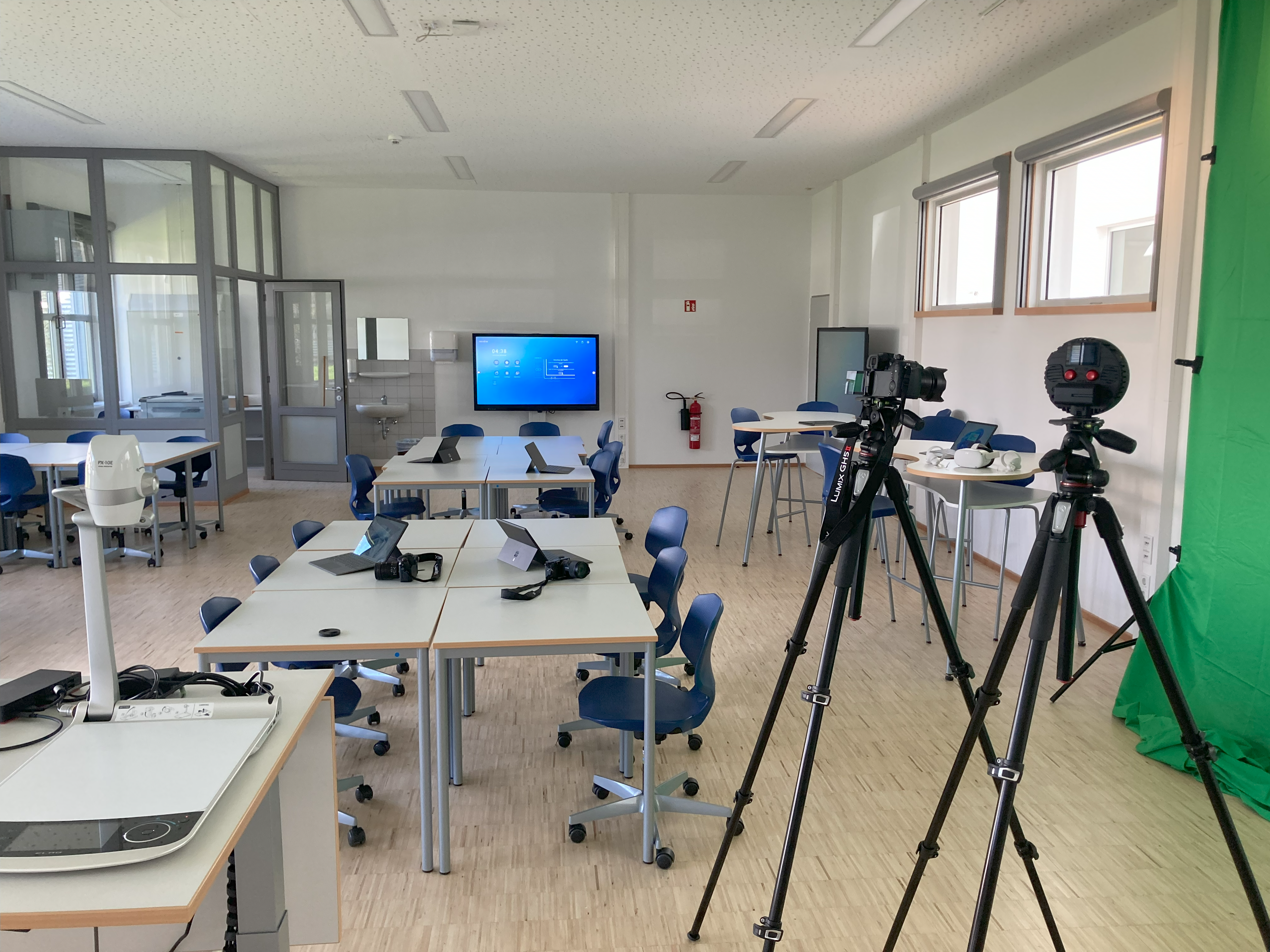
Digitales Leistungszentrum

- 8 EDV-Räume mit 24 bis 32 festen PC-Arbeitsplätzen und  zentralem Server
- Lernbüro für die Übungsfirma 4-Seasons-Instyle im Innovation Spin.
- Biologie-Fachraum.
- Digitales-Leistungszentrum.
- Simulationsraum für den Einzelhandel (Verkaufsraum)
- Schülergeführter Kiosk

Die Aula und Mensa liegen im Berufsförderzentrum des Kreises Lippe. Der Sportunterricht wird in der benachbarten Phoenix-Contact-Arena, der Heimstätte des TBV Lemgo-Lippe, erteilt.

## Siegel / Auszeichnungen

### Europaschule

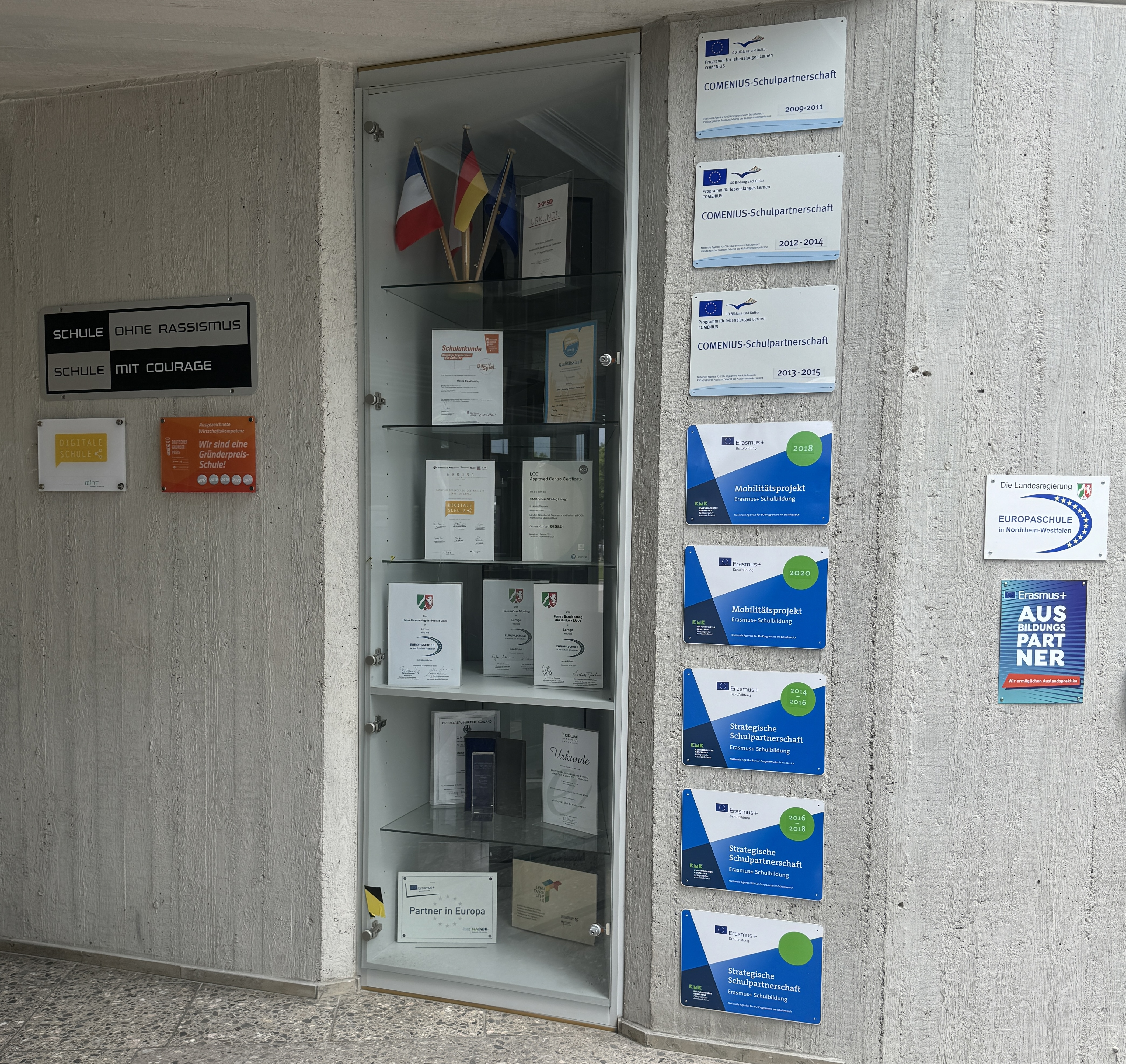
Siegel des HANSE-Berufskollegs

Das HANSE-Berufskolleg wurde 2009 mit dem Gütesiegel Europaschule in NRW ausgezeichnet.

### Schule ohne Rassismus – Schule mit Courage
Das HANSE-Berufskolleg hat auf Initiative der Schülervertretung  2016 das Siegel Schule gegen Rassismus – Schule mit Courage erworben.

### Digitale Schule
2020 wurde das HANSE-Berufskolleg mit dem Siegel Digitale Schule ausgezeichnet. Die „Digitalen Schulen“ sind ein Programm der Nationalen Initiative „MINT Zukunft schaffen!“ und stehen unter der Schirmherrschaft des Bundesministers für Digitales und Verkehr. Die Rezertifizierung erfolgte im Jahr 2023.

## Projekte / Veranstaltungen
Am HANSE-Berufskolleg gibt es regelmäßige Veranstaltungen und Projekte, z. B.:
- Berufsmesse Career-Day.
- Sport- und Gesundheitstag.
- Europatag.
- Aktionstag gegen Rassismus.
- Weihnachtsaktion: Spende für die Tafel.

## Schulleitungen
| Schulleitung        | Amtszeit  | Stellv. Schulleitung               |
| Fritz Rädeker       | 1922–1938 |                                    |
| Richard Tiemann     | 1938–1939 |                                    |
| Hilda Schäfer       | 1946–1968 | Helmut Reetz                       |
| Maria Schleimer     | 1968–1985 | Heinrich Billerbeck                |
| Heinrich Billerbeck | 1986–1998 | Werner Wehmeier Wilhelm Steinbrink |
| Wolf-Dieter Poppe   | 1999–2006 | Wilhelm Steinbrink Jörg Weber      |
| Rudolf Stock        | 2006–2014 | Jörg Weber Susanne Tietje-Groß     |
| Susanne Tietje-Groß | 2014–2023 | Bernd Wolter Heiko Jucks           |
| Heiko Jucks         | Seit 2023 |                                    |

## Persönlichkeiten
Ehemalige Schüler
- Gerhard Schröder (Bundeskanzler a. D.)
- Walter Kern (dt. Politiker)
- Volker Zerbe (Handballer)
- Finn Zecher (Handballer)
- Sebastian Preiß (Handballer)
- Lukas Zerbe (Handballer)
- Kerstin Vieregge (dt. Politikerin)

Lehrer
- Christian Jaschinski (Musiker, Autor)
- Jörg Weber (ehem. stellv. Schulleiter, ehem. Fußballspieler und -trainer)